# Ordine di Timor Est
L'Ordine di Timor Est è un Ordine cavalleresco di Timor Est.

## Storia
L'Ordine è stato fondato il 6 maggio 2009 dall'allora presidente della Repubblica José Ramos-Horta.

## Classi
L'Ordine dispone delle seguenti classi di benemerenza:
- Gran Collare
- Collare
- Medaglia
- Insegna

Ogni classe può essere conferita una volta alla stessa persona. Il Gran Collare è concesso esclusivamente a Capi di Stati. Al termine del loro mandato le persone che hanno servito come Presidente della Repubblica hanno il diritto di ottenere l'assegnazione del Gran Collare. Il Collare è concessa il giorno dopo l'installazione del successore.
La Medaglia può essere concessa anche alle comunità, istituzioni, diplomatici, forze di polizia e unità militari. La Medaglia è concessa ai soggetti ritenuti meritevoli di riconoscimento per mezzo di una relazione ufficiale del Consiglio dei Ministri.

## Assegnazione
L'Ordine è assegnato ai cittadini:
- per meriti eccezionali nell'esercizio delle funzioni militari o nel comando delle forze armate durante una campagna;
- per atti di eroismo, sia militari che civili;
- per atti eccezionali di sacrificio o di abnegazione per il bene del paese o di altri;
- per servizio distinto nello svolgimento dei doveri inerenti alla pubblica amministrazione, nella magistratura, o nella diplomazia;
- per servizio militare di carattere eccezionale;
- per meriti culturali, in particolare nei settori della letteratura, della scienza, dell'arte, o dell'educazione;
- servizi pertinenti forniti per aiutare la dignità dell'uomo o difendere la causa della libertà;
- per eventuali opere pubbliche o private che dimostrano altruismo e abnegazione per il bene della comunità;
- per servizio distinto nel campo dello sport.

## Insegne
- Il nastro è bianco con due strisce rosse circondate da sottili strisce gialle e con bordi neri.